# Panethova celica
Panethove celice so eksokrine celice, ki se nahajajo v sluznici tankega črevesa, na dnu Lieberkühnovih kript. Pomembne so za uravnavanje črevesne flore gostiteljskega organizma, ščitijo pa tudi pred patogenimi mikroorganizmi. Poimenovane so po Josephu Panethu, avstrijskemu zdravniku.

## Morfološke značilnosti
So piramidne oblike, jedro pa je okroglo z dobro vidnim jedrcem. V vrhnjem (apikalnem) delu so prisotna eozinofilno obarvana sekrecijska zrnca, s pomočjo elektronskega mikroskopa pa je sta dobro vidna Golgijev aparat in endoplazemski retikulum, kar je pravzaprav značilnost za celice, ki sintetizirajo mnogo beljakovin.

## Sekrecijska aktivnost
Panethove celice izločajo v glavne alfa defenzine, majhne kationske beljakovine, ki delujejo v glavnem proti bakterijam; znani so tudi pod imenom kriptidini. Izločajo tudi lizocim in fosfolipazo A2, ki imata tudi proti-mikrobni učinek, ter tumor-nekrotizirajoči faktor α, ki ima vlogo pri odgovoru na okužbe in tkivne poškodbe. Tovrsten sekret omogoča proti-mikrobni učinek na široki spekter mikrobov, kot so bakterije, glive in virusi.